# Apolinarismo
El apolinarismo es una doctrina que toma su nombre de Apolinar el Joven, obispo de Laodicea, quien en el siglo IV negaba la naturaleza humana de Jesucristo.

## Doctrina
Esta doctrina, considerada herética por la ortodoxia cristiana y surgida como reacción contra el arrianismo, afirmaba que en Cristo el espíritu o intelecto no era humano sino divino al encarnarse en un cuerpo sin alma racional que era sustituida por el mismo Verbo. Con este presupuesto la naturaleza humana del Redentor quedaba mutilada, ya que, al negarle una mente humana, su figura quedaba reducida a una especie de marioneta manipulada por Dios.
La negación de la naturaleza humana de Cristo hizo que las enseñanzas de Apolinar fueran oficialmente condenadas por el papa Dámaso I en sendos concilios celebrados en Roma en 374 y 377, y posteriormente en el Primer Concilio de Constantinopla celebrado en 381. En 388 sus seguidores fueron condenados  al destierro por el emperador Teodosio.
Existieron comunidades apolinaristas en Constantinopla y Siria. A pesar de que los discípulos intentaron perpetuar la doctrina a la muerte de Apolinar, acaecida en 392, alrededor de 416 la mayoría había pasado a la fe de los Concilios de Nicea y Constantinopla y el resto al monofisismo.